# Gemini 2
La Gemini 2 (Gemini-Titan 2; GT-2) fou el segon vol espacial del Projecte Gemini de vol espacial tripulat estatunidenc. La Gemini 2, com la Gemini 1, fou una missió no tripulada duta a terme com un vol de prova de la nau espacial Gemini. A diferència de la Gemini 1, que arribà a l'òrbita, la Gemini 2 dugué a terme un vol suborbital, servint principalment per posar a prova l'escut tèrmic de la nau espacial. Fou llançada en un coet Titan II GLV. Més endavant, la nau espacial utilitzada per la missió Gemini 2 fou restaurada i llançada en un nou vol suborbital, juntament amb OPS 0855, com una prova pel Manned Orbital Laboratory de la Força Aèria dels Estats Units.
La Gemini 2 fou la primera nau espacial en ser reutilitzada, i l'única fins que el transbordador espacial Columbia dugué a terme la seva segona missió.

## La missió

### GLV
El vehicle de llançament Titan II / Gemini va haver de ser desmuntat per protegir-lo de dos huracans l'agost i el setembre de 1964. La segona etapa del vehicle es va retirar i es va emmagatzemar en un hangar el 26 d'agost de 1964 davant la imminent arribada de l'huracà Cleo. A principis de setembre d'aquell mateix any, el vehicle també va haver de ser desmuntat i retirat del complex de llançament de l'estació de la Força Aèria del Cap Kennedy abans no arribés l'huracà Dora el 9 de setembre. El vehicle de llançament de la Gemini es va erigir per última vegada el 12 de setembre de 1964.
El novembre de 1964 es van realitzar algunes proves a terra tant al coet Gemini 2 com al Titan. El 24 de novembre, Gemini-Titan (GT) 2 va completar amb èxit el llançament simulat Wet Mock, un exercici de compte enrere a gran escala que incloïa la càrrega del propulsor. Durant el llançament simulat es van practicar els procediments per a l'adaptació de la tripulació de vol. La tripulació principal prevista pel vol de la Gemini 3 es va posar vestits de pressió i instrumentació biomèdica completa, assistida pel seu equip de recolzament secundari, la bioinstrumentació de vestits espacials i el personal aeromèdic que participaria en l'operació de llançament del GT-3. Com a resultat d'aquesta operació de pràctica, es va establir que tots els exàmens físics, l'adhesió del sensor de bioinstrumentació i el vestit es realitzarien a la sala per a pilot del complex de llançament 16.
La Gemini 2 s'havia d'enlairar el 9 de desembre de 1964. En aqueslla data, el compte enrere va arribar a zero i els motors de la primera etapa es van encendre. Tanmateix, el sistema de detecció de defectes del vehicle de llançament va detectar problemes tècnics a causa de la pèrdua de pressió hidràulica i va apagar els motors aproximadament un segon després del contacte.
En el segon intent, realitzat el 19 de gener de 1965, la Gemini 2 es va enlairar finalment del complex de llançament 19 de Cap Kennedy a les 9:03:59 EST (14:03: 59,861 UTC).
Poc després del llançament, el Centre de Control de la Missió va patir un tall d'alimentació. El control de la missió es va transferir llavors a un vaixell de seguiment. Posteriorment es va poder verificar que aquell tall d'energia es va deure a la sobrecàrrega del sistema elèctric procedent dels equips de televisió de la xarxa utilitzats per cobrir el llançament.
La Gemini 2 va volar un arc suborbital balístic sobre l'Oceà Atlàntic aconseguint una altitud màxima de 92,4 milles nàutiques (171,1 km). La nau espacial estava dirigida per un seqüenciador automàtic de bord. Als 6 minuts i 54 segons després del llançament, es van disparar els retrocoets. La nau va aterrar a 1.847,9 milles nàutiques (3.422 km) de la plataforma de llançament. El vol va durar 18 minuts i 16 segons. L'aterratge va ser 26 milles nàutiques (26 km) per sota del punt d'impacte previst, i a 45 milles nàutiques (83 km) del portaavions de recuperació, l'USS Lake Champlain. La nau espacial es va recuperar a les 15:52 TU (10:52 hores EST).
La majoria dels objectius es van aconseguir, excepte quan les cel·les de combustible havien fallat abans de l'enlairament i s'havien apagar. També es va trobar que la temperatura del sistema de refrigeració de la nau espacial era massa alta. La nau Gemini 2 estava en excel·lents condicions. El seu protector tèrmic i retrocoets funcionaven com era d'esperar. La missió Gemini 2 va comptar amb el suport de 6.562 membres del Departament de Defensa dels Estats Units, 67 avions i 16 vaixells.
La Gemini 2 tenia palets d'instrumentació de vol instal·lats a la cabina de la tripulació, similar als de la Gemini 1.

### MOL
El mòdul de reentrada de la Gemini 2 es va restaurar i es va reutilitzar el 3 de novembre de 1966 en un vol de prova per al programa de laboratori d'òrbites de les forces armades dels Estats Units. Va ser llançada des de la LC-40 del cap Kennedy en un coet Titan IIIC i va realitzar un vol suborbital de 33 minuts. És l'única nau espacial del programa Gemini que va volar amb insígnies de lel Forces Aèries dels Estats Units.